# سان بولو ماتيزي
سان بولو ماتيزي (بالإيطالية: San Polo Matese)‏ هي كومونا في مقاطعة كمبباسة في منطقة مليزة الإيطالية، تقع على بعد 20 كيلومترا (12 ميل) جنوب غرب كمبباسة.